# Stará Huť (Nemanice)
Stará Huť je malá vesnice, část obce Nemanice v okrese Domažlice v Plzeňském kraji. Nachází se asi 1,5 kilometru východně od Nemanic. Je zde evidováno 15 adres. V roce 2011 zde trvale žilo 16 obyvatel.
Stará Huť leží v katastrálním území Nemanice o výměře 8,31 km².

## Historie
První písemná zmínka o vesnici pochází z roku 1720.

## Obyvatelstvo
| Rok            | 1869 | 1880 | 1890 | 1900 | 1910 | 1921 | 1930 | 1950 | 1961 | 1970 | 1980 | 1991 | 2001 | 2011 | 2021 |
| -------------- | ---- | ---- | ---- | ---- | ---- | ---- | ---- | ---- | ---- | ---- | ---- | ---- | ---- | ---- | ---- |
| Počet obyvatel | 336  | 258  | 331  | 308  | 258  | 284  | 238  | 50   | 53   | 45   | 27   | 25   | 13   | 16   | 6    |
| Počet domů     | 31   | 32   | 32   | 33   | 34   | 34   | 35   | 27   | 27   | 10   | 9    | 9    | 10   | 13   | 12   |

## Další fotografie

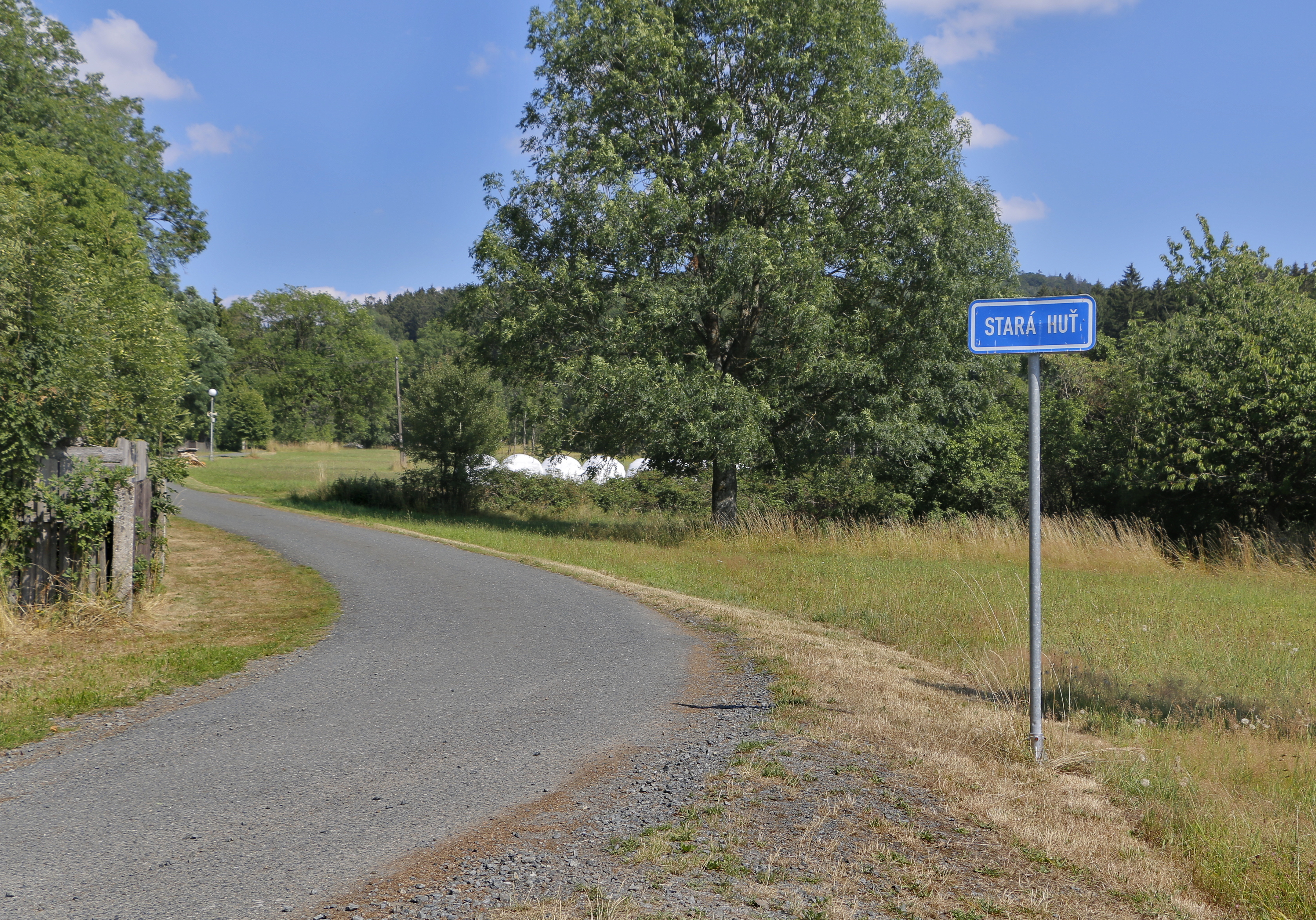
Příjezd do vesnice
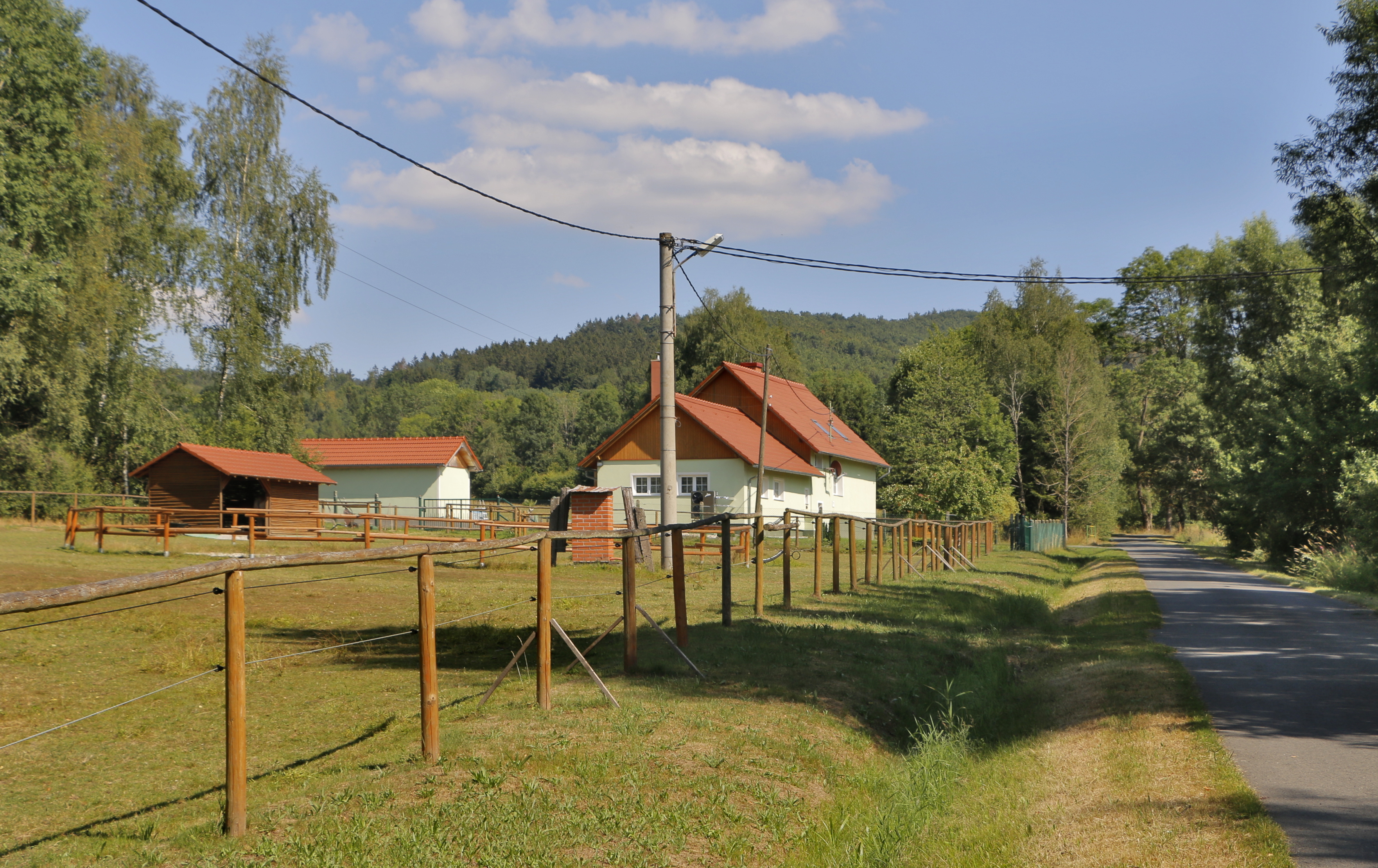
Samota mezi Starou a Novou Hutí
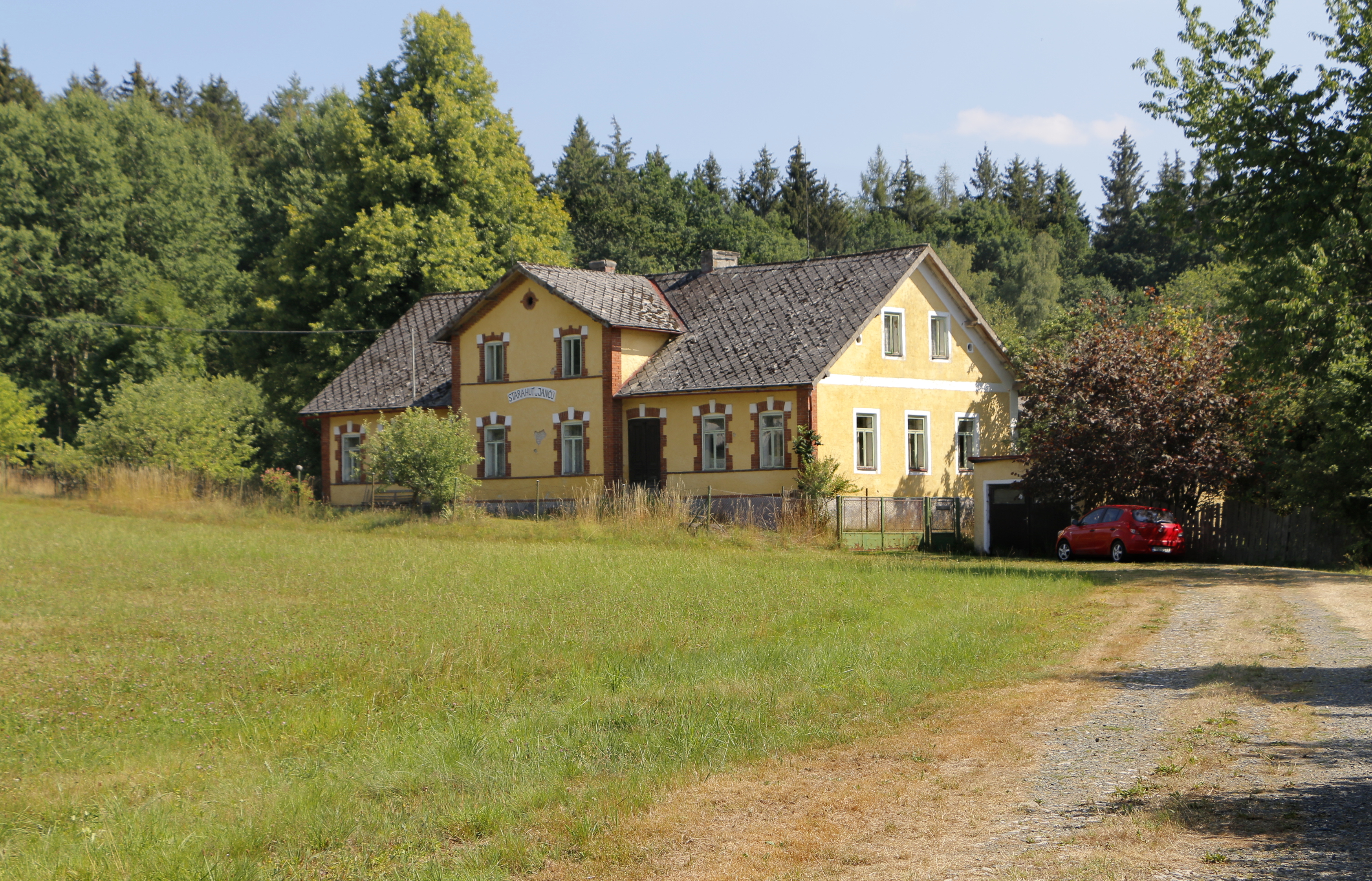
Bývalá hospoda, údajné plánované nádraží
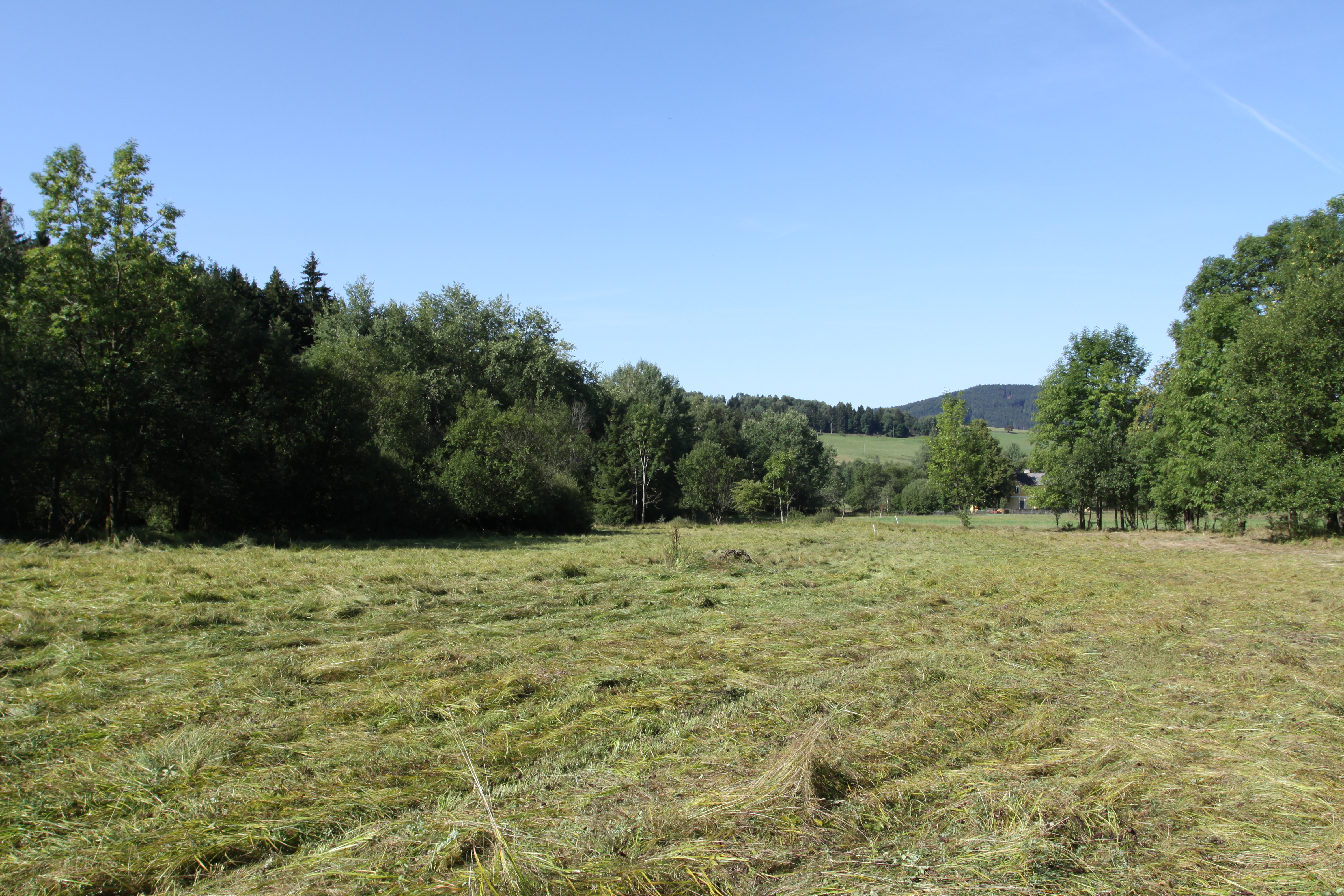
Přírodní památka Louka u Staré Huti